# Victoria (municipal county)
Victoria, Municipality of the County of Victoria – jednostka samorządowa (municipal county) w kanadyjskiej prowincji Nowa Szkocja powstała 17 kwietnia 1879 na bazie terenów hrabstwa Victoria. Według spisu powszechnego z 2016 obszar county municipality, składający się z dwóch (A, B) części (będących jednostkami podziału statystycznego (census subdivision)) to: 2854,01 km² (A: 1621,75 km², B: 1232,26 km²), a zamieszkiwało wówczas ten obszar 6552 osób (A: 2567 os., B: 3985 os.).